# イシサワオニグモ
イシサワオニグモ Araneus ishisawai は、大型のオニグモ属の1種。明るい橙色の体をしている。

## 特徴
体長は雌で18-20mm、雄は8mmほど。以下、雌成体について説明する。背甲は淡黄色で中央に黒い縦条斑が2本走る。腹面にある胸板はは黒褐色で。中央に黄色い縦斑がある。歩脚は黄色の地色に橙色の斑紋がある。腹部はオニグモより縦長で、全体に美しい橙黄色を帯びる。肩隆起から腹部後端に向けて左右に波状の線が走る。この模様はオニグモなどでは大きく波打ってその内側が濃く着色するのが木の葉の模様に見え、これを葉状斑と言うが、本種の場合、線はたぶんに直線的で、小野編著(2009)は「Ｖ字状」と表現している。この線の色は白である。この線の間の中央に白い斑紋が縦に並ぶ。雄は雌の形と斑紋を小さく凝縮したような印象。

## 分布と生息環境
日本では北海道から本州、四国、九州と薩南諸島に分布する。国外では韓国から知られる。山地に生息する。林縁や林道沿い、渓流沿いの草地などに多い。標高にして600m程度以上に多く見られるとも。

## 生態など
完全円網を張る。低木の樹幹など、比較的低いところに垂直の円網を張る。網の一端に木の葉などを折り曲げて住居を造り、昼間はそこに潜む例も知られる。成体は7-9月に見られる。

## 類似種など
本種は外見的にはニワオニグモ A. diadematus に似ている。この種はヨーロッパや北アメリカでは普通種として知られるが、日本では北海道と本州の高地のみにしか生息していない。雌雄共に交接器では明確に区別出来るが、記録の上では誤同定による混同もあるようである。
なお、似たように山地性で似たような生息環境でよく見られるものにヤマオニグモ A. uyemurai がある。外見的にはこの種はオニグモの方によく似ていて黒っぽい。

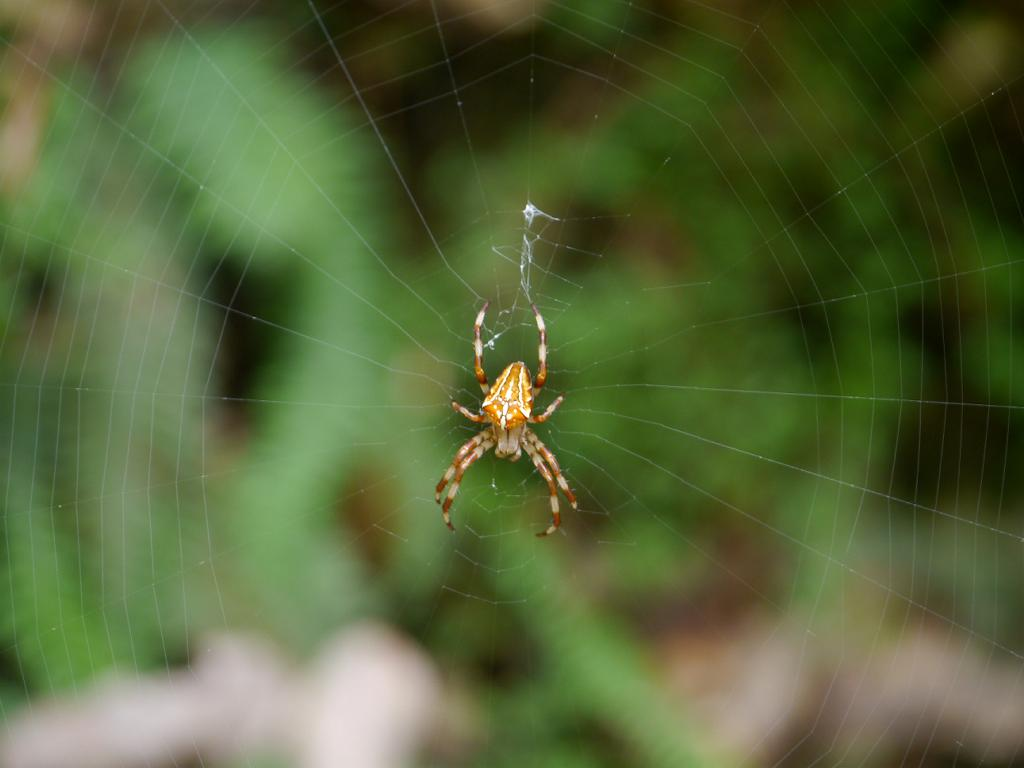
網に止まっている様子
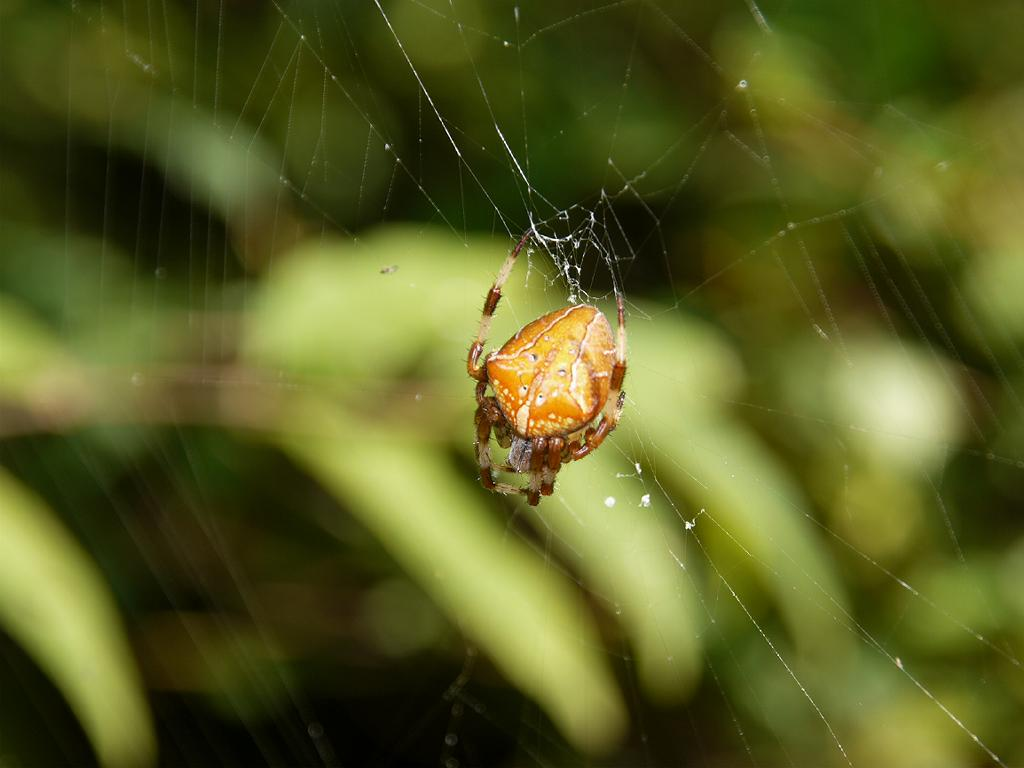
やや太った個体
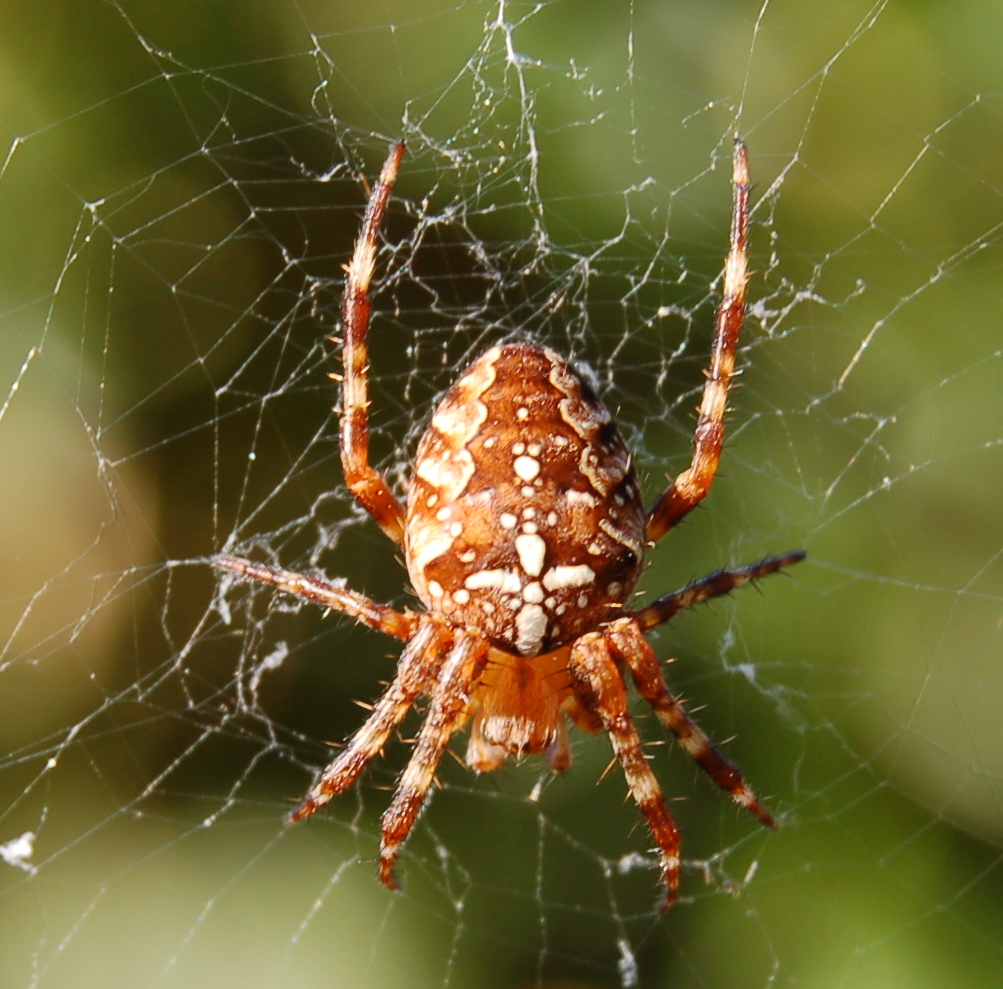
ニワオニグモ・黄味の強い個体